# Promotore musicale
Il promotore musicale, o promoter musicale, è una figura professionale nel campo dello spettacolo musicale dal vivo.
È colui che professionalmente e imprenditorialmente organizza concerti di musica leggera, rock, pop e di ogni altro genere, in luoghi idonei a ospitarli ossia teatri, palasport, stadi, locali, piazze, ecc.: è la figura che s'interfaccia con l'artista e/o il suo agente e/o l'agenzia di distribuzione del concerto, assumendosi ogni onere organizzativo locale ed in parte, o totalmente, la copertura finanziaria dei costi. Rientrano tra i compiti del promoter: rispettare la burocrazia, forniture necessarie, distribuzione dei biglietti e promozione locale, ecc. "Promoter musicale" è un modo per definire l'organizzatore di spettacoli musicali dal vivo. Il promotore può essere anche il medesimo produttore dell'artista e/o dello spettacolo. Spesso è anche direttore artistico di rassegne, festival o altri eventi da lui ideati e/o organizzati.
In Italia i principali promotori musicali si sono associati nel 1996 a Firenze, costituendo Assomusica, l'associazione italiana degli organizzatori e produttori di spettacoli musicali dal vivo, che ha sede a Roma. Assomusica ha un proprio Statuto ed ha elaborato un "Documento Regole e Ruoli per lo Spettacolo dal Vivo in Italia".
Quella del promoter musicale è una figura professionale nata intorno agli anni '70 a cui si deve la promozione della musica dal vivo in Italia e nel mondo, attraverso l'organizzazione dei concerti delle più acclamate stelle musicali nazionali ed internazionali, ma anche la valorizzazione dei giovani talenti e la promozione degli artisti emergenti. Il lavoro del promoter consente che la produzione musicale venga portata direttamente al pubblico attraverso l'esecuzione dal vivo.